# Барановський Василь Володимирович (воїн)
Васи́ль Володи́мирович Барано́вський (нар. 30 січня 1967, Устинівка, Малинський район, Житомирська область, Українська РСР — 29 січня 2015, Вуглегірськ, Бахмутський район, Донецька область, Україна) — старший лейтенант Збройних Сил України, учасник війни на сході України (44-та окрема артилерійська бригада).

## Життєпис
Виростав із чотирма братами й сестрами. 1982 року закінчив Устинівську 8-річну школу, 1985-го — Малинське професійно-технічне училище № 36, машиніст-тракторист широкого профілю, рік працював в Устинівському колгоспі. У 1986—1988 роках служив у Радянській Армії, Північний Казахстан, аеромобільні війська, водій БМП; після закінчення строкової служби йому присвоєно військове звання молодшого лейтенанта, командир БМП. Демобілізувавшись, повернувся в Устинівку, працював у місцевому колгоспі трактористом. У 2001—2005 роках — різноробочий у Малинському держлісгоспі, з 2005 по 2014-й працював у ПП «Тандем». З 2002 року проживав у селі Горинь з дружиною і двома її доньками, яких виростив з дитинства.
Мобілізований у березні 2014-го, старший лейтенант, командир взводу 44-ї окремої артилерійської бригади. Перебував у Чаплинці на межі з окупованим Кримом, в листопаді перевели у Вуглегірськ.
Загинув 29 січня 2015-го у боях з російськими збройними формуваннями в місті Вуглегірську, під час бою Василь подзвонив командиру і сказав, що вибрався з машини та поранений у ногу — в танк прямою наводкою влучив снаряд великокаліберної гармати. Вони з Миколою Качкалдою виїхали танком на вогневу позицію та вели бій з наступаючими терористами. В ході бою танк було підбито, він загорівся. Його мали забрати, але, коли прибули до пункту призначення, Василя там вже не було. 
Ідентифікований серед загиблих, похований 20 червня 2015 року в селі Фортунатівка Малинського району з військовими почестями.
По смерті лишилися мама, брат, дві сестри, дружина, дві доньки та син.

## Нагороди та вшанування
- Указом Президента України № 58/2017 від 10 березня 2017 року, «за особисту мужність, виявлену у захисті державного суверенітету та територіальної цілісності України, самовіддане виконання військового обов'язку», нагороджений орденом Богдана Хмельницького III ступеня (посмертно)[2].
- Вшановується в меморіальному комплексі «Зала пам'яті», в щоденному ранковому церемоніалі 29 січня[3][4].